# دتسکی میر
دتسکی میر (روسی: «Де́тский мир») شرکت خرده‌فروشی روسی است، که در سال ۱۹۵۷ تأسیس شد.